# 白头盔
敘利亞公民防衛（阿拉伯语：الدفاع المدني السوري、英語：、簡稱SCD），俗稱白頭盔、白盔隊，是一個在2013年叙利亚内战時期於敘利亞叛軍控制地區成立的民事防护組織，由英国人詹姆斯·勒·梅西耶尔创建。由於行动時會戴上白色的頭盔，所以有「白頭盔」這個外號。他們分別派駐於各個前線戰區（如阿勒颇、大马士革、霍姆斯等）提供醫療服務。白头盔宣称，该机构自2014年成立以来，拯救了超过十万名平民的性命，同時有至少252名志願者殉职。
该组织遭到亲叙利亚阿萨德政权的媒体大量批评。俄罗斯RT电视台，伊朗迈赫尔通讯社，中国媒体新华社等指控该组织与恐怖组织有联系。

## 簡介
“白头盔”全名为叙利亚民防组织，成立于2013年初，主要活动在叙利亚反对派占领区阿勒颇省。因为成员在救援活动中常常戴着一顶白色头盔，该组织又被称为“白头盔”。
根据其官网介绍，“白头盔”组织大约有3000名志愿者，他们的主要工作是当袭击发生后，“尽可能在最短的时间内挽救更多的生命，并尽量减少对人和财产的损害”。“白头盔”组织负责人雷德 萨利赫宣称，该组织成员是“叙利亚令人难以置信的英雄”，他们在世界上最危险的地方工作，已从袭击中解救了99220人。
“白头盔”的创始人是詹姆斯·勒·梅西耶尔。公开信息显示，梅西耶尔毕业于英国桑赫斯特皇家军事学院，是一名曾参与了北约波斯尼亚、科索沃和伊拉克战争的英国前军事情报官员。
美國的非營利組織中東研究會表示，白頭盔能不畏懼而持續給予基本醫療權和安全，沒有任何薪餉也經常缺乏物資，卻能給予非政府控制區的百萬名平民一絲希望。他們最後以一句總結向挪威諾貝爾獎委員會推薦：「他們在世上最危險地區救難的精神，絕對值得世人回以最高敬意。」但亦有義工不諱言，稱他們當中的確有反抗軍，但他們已經沒有再參與戰鬥，反而選擇拯救平民的道路。敍利亞霍姆斯的義工伊茲丁（Nidal Izeddin）表示：「在革命展開時，很多人都拿起武器；但他們後來發現，我們應拯救生命，而非奪走人命，這是一條艱難的路。」

## 發展
2016年9月，瑞典基金会以该组织在叙利亚内战中展现其杰出的勇敢、热情和人道精神去救援平民为由，获頒发「另类诺贝尔奖」的「正確生活方式奖」（Right Livelihood Award），以表扬该组织的无畏精神。
2017年，英国《卫报》采访了几位研究虚假信息和网上宣传传播的研究人员发表俄罗斯与叙利亚针对白头盔组织的评论，其中国际特赦组织的克里斯蒂安·本尼迪克特（Kristyan Benedict）表明，白头盔在叙利亚扮演两个角色，首先是救援工作：在基础设施遭到破坏的冲突地区提供救护车服务、消防服务和搜救服务，第二个作用是通过手持和头盔相机记录叙利亚国内正在发生的事情，这件事不仅激怒了阿萨德政权和俄罗斯当局，也激怒了许多为阿萨德政权和俄罗斯的宣传人员。因为白头盔的镜头帮助了大赦国际和叙利亚司法与问责中心等组织证实了他们通过电话、Skype和WhatsApp等从叙利亚人民收到的证词，这允许了他们检查空袭的后果，看看是否有平民成为目标，以及是否有任何军事存在或检查站，也确实破坏了叙利亚和俄罗斯的战争叙事。
2018年5月4日，据哥伦比亚广播公司（CBS）报道，因为特朗普政府希望撤出叙利亚事务，美国政府暂时冻结了对“白头盔”机构的资金供给。6月，特朗普恢復發放六百六十萬美元予「白頭盔」。曾有10萬人以上受「白頭盔」救助，其中包括曾受到阿薩德政權生化武器攻擊之受害人。
2018年12月18日，英国独立调查网站Bellingcat宣称，白头盔成为了俄罗斯虚假信息的目标，并试图将白头盔与化学武器联系起来，将白头盔描述成准备对叙利亚进行化学袭击的恐怖分子。2日后，俄罗斯向联合国呈交了关于“白头盔”在叙利亚境内活动的相关调查报告，指控“白头盔”参与了强行摘除人体器官、勾结恐怖分子、抢劫、盗窃与腐败等活动。
2019年11月11日凌晨4点30分，“白头盔”的创始人詹姆斯·勒·梅西耶尔被发现死于土耳其伊斯坦布尔贝伊奥卢家中，似乎是從陽台摔下的，死时头部和脚部有碎片，後來《泰晤士報》報導稱土耳其警方根據勒梅席爾妻子提供的訊息，以及他最近的醫療記錄，將案件列為自殺案處理。

## 爭議和指控

### 被指持有武裝
俄罗斯与敍利亞长期指控白頭盔持有武裝，是恐怖分子，且與敍利亞的反抗軍關係密切。
- 俄羅斯總統普丁曾說他們為「恐怖分子」，背後有美英等國控制，敍利亞政府軍的戰機更轟炸他們多棟大樓[24]。
- 曾任英軍官員的梅熱勒（James Le Mesurier）驳斥俄罗斯的指控，并澄清組織的資金來自包括丹麥、英國、德國等多國政府贊助，亦有來自民間的個人捐款[24]。

### 摆拍影片
2016年11月阿勒颇战役期间，叙利亚政府军对叙利亚解放军控制的东部地区发起猛烈轰炸，造成至少300人死亡。叙利亚革命阵线（Revolutionary Forces of Syria）与白头盔成员一起录制了一段“救援”影片，該影片的一开始，伤员和“白头盔”救援人员均保持不动，在“开拍”指令下达后，救援人员将倒在战墟中的“伤员”救出。
該影片流出後，被长期支持亲阿萨德或亲俄罗斯的社交媒体批评该组织捏造报告和救援。白头盔之后就这段录像交给BBC一份澄清声明，表示這是一個假人挑戰影片，承认他们有两名志愿者参与其中，但表示该影片并未得到领导团队的批准。影片目的是对被围困的城市再次遭到空袭的情况下提高人们对数以百万叙利亚人民苦难的关注，并指出，过去也曾试图通过利用电脑游戏Pokemon Go和漫画英雄复仇者联盟的流行来提高人们对冲突的认识。该影片也未在官方渠道上共享，并代表涉及参与的志愿者道歉，采取行动惩处涉事人员并防止此类事件再次发生。白头盔称该影片被叙利亚政权用来 「歪曲事实，扭曲认知」，表明 「我们的志愿者致力于通过回应和报告叙利亚的战争罪行来挽救生命。这让我们不仅容易受到来自炸弹的攻击，而且还有来自那些试图让我们保持沉默的人」。

### 对白头盔人士的调查与采访
2016年叙利亚内战期间，21stCenturyWire.com网站其中一名博主凡妮莎·贝利宣称对白头盔中心在叙利亚平民进行无数次的访问，甚至包括对叙利亚一名“白头盔”头目的访谈，将白头盔与恐怖主义联系起来。Snopes评论该网站在内战中基本上充当了俄罗斯和叙利亚政权虚假信息的宣传喉舌，并在没有任何证据的情况下宣称白头盔组织与恐怖主义有着广泛的联系。